# Kadino Selo
Kadino Selo (en serbe cyrillique : Кадино Село) est un village de Bosnie-Herzégovine. Il est situé sur le territoire de la ville d'Istočno Sarajevo, dans la municipalité de Pale et dans la république serbe de Bosnie. Selon les premiers résultats du recensement bosnien de 2013, il compte 209 habitants.

## Géographie
Le village est situé sur les bords de la rivière Triješanj et de deux de ses affluents ; la 
Mokranjska Miljacka coule également sur son territoire.

## Démographie

### Évolution historique de la population dans la localité
| 1948 | 1953 | 1961 | 1971 | 1981 | 1991 | 2013 |
| ---- | ---- | ---- | ---- | ---- | ---- | ---- |
| -    | -    | 315  | 328  | 292  | 257  | 209  |

|  |

### Répartition de la population par nationalités (1991)
En 1991, les 257 habitants du village étaient tous serbes.